# Кабінда

Неофіційний прапор

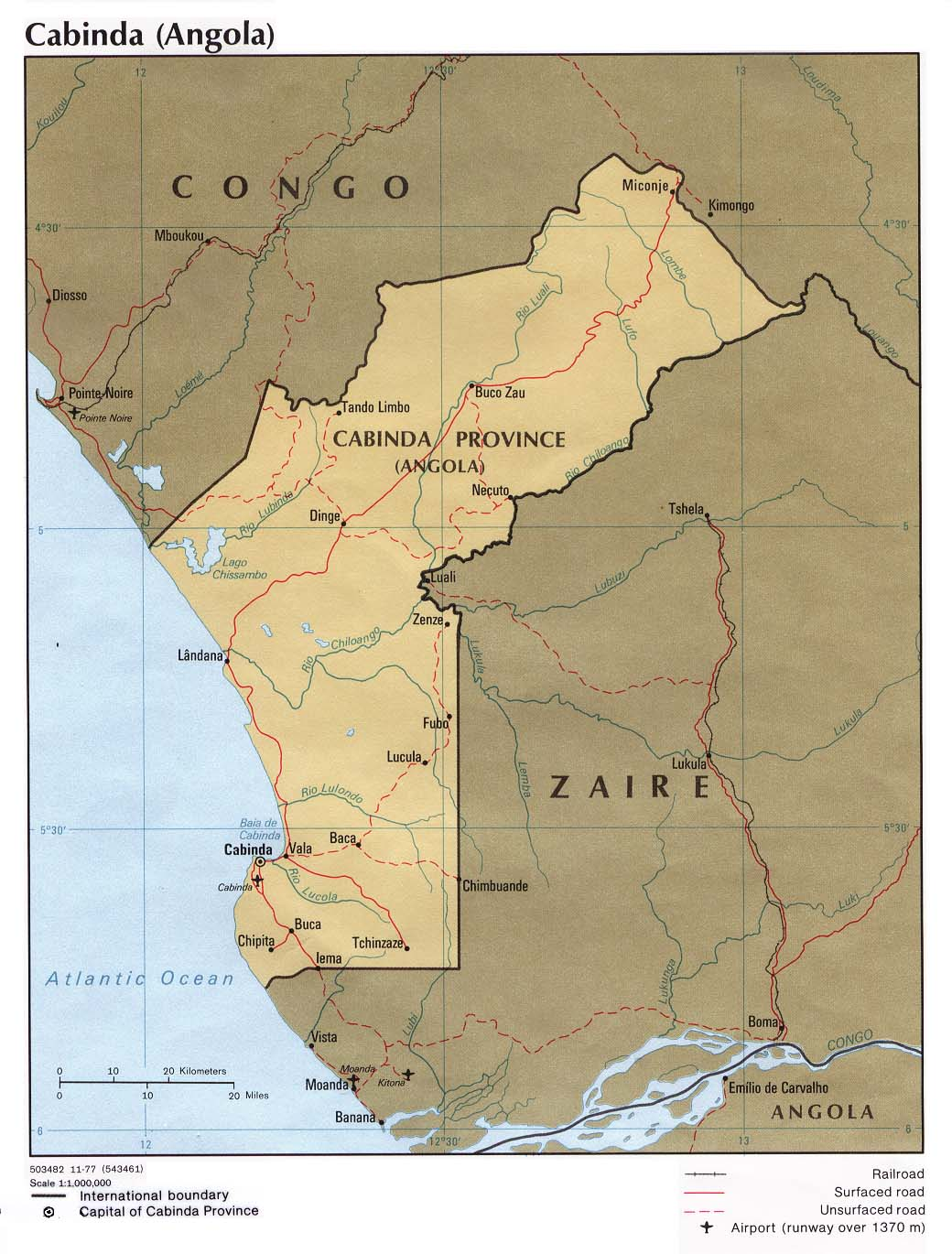
Карта Кабінди

Кабінда — ексклав Анголи, колишня португальська колонія Португальське Конго.
Територія — 7283 км², населення — близько 300 тис. осіб. Столиця — місто Кабінда.

## Географія
На півночі межує з Республікою Конго, на сході і півдні — з Демократичною Республікою Конго, на заході має вихід до Атлантичного океану.
На території провінції знаходяться найбільші родовища нафти і порт Кабінда. Ці фактори забезпечують близько 80% надходжень до бюджету Анголи. Тому протягом десятиліть існує сепаратистський рух, який домагається незалежності Кабінди.

## Історія
1 лютого 1885 Португальське королівство та місцеві африканські князьки Нгойо уклали Сімуламбуцький договір, в результаті якого виник Протекторат Кабінда. Від Португальської ж Анголи його відділяла лише річка Конго. Втім, уже 30 квітня 1885 року члени Берлінської конференції домовилися про передачу ділянки землі на північному березі річки Вільній державі Конго в обмін на ряд територій, що відійшли до Португалії в північно-східній частині Анголи. В результаті перекроювання кордонів Кабінду від Анголи тепер відділяла не тільки річка Конго, а й ділянка суші на північ від річки. Разом з тим, члени конференції визнали повне право Португалії на володіння частиною території Кабінди, що залишилася, а також закріпили за останньою новий статус колонії Португальське Конго, який зберігався до адміністративно-територіальної реформи 1920 року, згідно з якою Кабінда стала невід'ємною частиною Анголи.
На початку XX століття було повстання проти португальського колоніалізму.
15 листопада 1975 укладено Алворську угоду, за якою Ангола отримувала незалежність від Португалії, причому Кабінда, будучи на той момент окремою колонією, ставала за цією угодою складовою частиною незалежної Анголи. Зміна меж колоній або їх об'єднання без згоди мешканців, насильницька зміна статусу колонії, а також відмова надати колонії незалежність є прямими порушеннями Декларації ООН № 1514 «Про надання незалежності колоніальним країнам і народам», що, однак, не завадило Анголі увійти в ООН в таких кордонах.
1 серпня 1975 Фронт за звільнення анклаву Кабінда проголосив незалежність Республіки Кабінда — з урядом, збройними силами та всіма іншими атрибутами держави. Проте вже в листопаді невизнана республіка була силою ліквідована владою Анголи, що отримала незалежність від Португалії.
Після закінчення ангольської громадянської війни в 2002 була зроблена нова спроба оголошення незалежності зі створенням уряду у вигнанні.